# Łysa Góra (powiat puławski)
Łysa Góra – wieś w Polsce położona w województwie lubelskim, w powiecie puławskim, w gminie Baranów.
W latach 1975–1998 miejscowość należała administracyjnie do województwa lubelskiego.
Wieś stanowi sołectwo gminy Baranów. Według Narodowego Spisu Powszechnego z roku 2011 wieś liczyła 76 mieszkańców.